# پیشاشاخ‌خزندگان
پیشاشاخ‌خزندگان یا پروسراتوساریدها (نام علمی: Proceratosauridae) یک تیره از دایناسورهای گوشتخوار تیرانوسور بودند که بین ۱۶۵ تا ۱۲۰ میلیون سال پیش در آسیا و اروپا می زیستند این خانواده از دایناسورها ابتدایی ترین گروه تیرانوسورها به حساب می آمدند.